# Ana Estirado
Ana Estirado Gorría es una arquitecta española, autora, junto a Isabel Bustillos Bravo, del edificio que, desde 1990, acoge la sede de la Casa de la Mujer de Zaragoza. Destaca además por sus colaboraciones con Fernando Magdalena durante los años 80 y 90. En 1995 fundó, junto a Cristina García-Rosales y otras arquitectas, «La mujer construye», foro que desarrolló numerosos proyectos, exposiciones, jornadas y publicaciones dirigidas a visibilizar el valor del trabajo de la mujer en el mundo de la construcción.

## Trayectoria
Durante los años 80 y 90, Estirado realizó varias colaboraciones con Fernando Magdalena Layos en la provincia de Jaén, entre las que cabe reseñar la rehabilitación de la Casa de los Molares (Úbeda, 1984), la rehabilitación del Palacio de Villareal de Baeza, reconocido como edificio de valor cultural reconocido y la construcción de 119 viviendas en Villacarrillo y sesenta viviendas sociales en Torreperogil (1993).
Junto a Isabel Bustillos Bravo proyectó la Casa de la Mujer de Zaragoza, obra concluida en 1990 realizada sobre las ruinas de una cloaca romana y sede del Servicio de Igualdad del Ayuntamiento. Asimismo, en el edificio se encuentra la sala "Juana Francés", donde se programan exposiciones con regularidad, entre otras, por ejemplo, el proyecto relacionado con el documental "La ciudad de las mujeres" de Vicky Calavia y una retrospectiva de Núria Pompeia.
La asociación «La Mujer Construye», de la que es fundadora junto con Cristina García-Rosales y otras dos arquitectas, es un proyecto iniciado en 1995 para impulsar una arquitectura abierta, colectiva y solidaria, reivindicativa del equilibrio y ligada a la vida cotidiana. A través de esta asociación propulsan la difusión y el debate sobre la construcción material, se desarrollan proyectos, exposiciones, jornadas y publicaciones dirigidas a empoderar el trabajo de la mujer en el mundo de la construcción.
Actualmente comparte estudio en Tres Cantos (Madrid), junto a Antonio Mata Mingot.
Colabora con la Universidad Popular Carmen Michelena de Tres Cantos, realizando ponencias con regularidad, como la reciente Las Mujeres que Construyen en marzo de 2021.
Participó en el debate en televisión: Para Todos La 2 - Debate: El hogar del siglo XXI - RTVE.

## Reconocimientos.
En 1991, la obra de Estirado, la rehabilitación del Palacio de Villareal (Baeza), recibió el premio Hispania Nostra. Este galardón lo otorga la asociación Hispania Nostra y la Fundación Banco Santander para reconocer las buenas prácticas en el ámbito del Patrimonio Cultural y Natural de España.